# Серьга (река)
Серьга (фин. Urpalanjoki — Урпаланйоки,  до 1948 года — Урпала) — река на территории России и Финляндии. Протекает по Южной Карелии (Финляндия) и по Выборгскому району Ленинградской области.

## Название
Финское название Урпаланйоки (йоки — река) было зафиксировано на русских картах как река Урпала после присоединения к Русскому царству юго-восточной части Выборгско-Нейшлотского лена, завоёванной во время Северной войны. Так река Урпала отмечена карте Ингерманландии и Карелии составленной Йоганном Элиасом Гриммелем в 1741—1743 годах, но до заключения Абоского мира.
В 1940 году после Зимней войны южная часть реки вместе с частью Выборгской губернии была передана Советскому Союзу. Название Урпала сохранялось до 1948 года, когда власти осуществили тотальное переименование населённых пунктов и водных объектов, присоединённых к Ленинградской области. Президиум Верховного Совета РСФСР указом дал реке название Серьга. В Финляндии название реки осталось прежнее — Урпаланйоки.

## География и гидрология
Длина реки составляет 100 км (из них 15 км нижнего течения — в России), площадь водосборного бассейна — 557 км².
Берёт начало в озере Сури-Урпало. Устье реки находится в Чистопольской бухте Финского залива.
У посёлка Мууриккала (Финляндия) расход воды составил 3,63 м³/с.

## Данные водного реестра
По данным государственного водного реестра России относится к Балтийскому бассейновому округу, водохозяйственный участок реки — Реки и озера бассейна Финского залива от границы РФ с Финляндией до северной границы бассейна р. Нева, речной подбассейн реки — Нева и реки бассейна Ладожского озера (без подбассейна Свирь и Волхов, российская часть бассейнов). Относится к речному бассейну реки Нева (включая бассейны рек Онежского и Ладожского озера).
Код объекта в государственном водном реестре — 01040300512102000007969.